# OeMAG Abwicklungsstelle für Ökostrom
Die OeMAG, die Abwicklungsstelle für Ökostrom, spielt als unabhängiger Dienstleister eine zentrale Rolle bei der Abwicklung von Förderungen für erneuerbare Energien. Seit ihrer Gründung vor knapp 20 Jahren hat die OeMAG dazu beigetragen, den Ausbau erneuerbarer Energien in Österreich voranzutreiben und die Energiewende zu unterstützen.

## Geschichte
Die OeMAG, Abwicklungsstelle für Ökostrom, auch OeM-AG oder Ökostrom Management AG genannt, wurde im Oktober 2006 gegründet. Damals erhielt sie die Konzession für den bundesweiten Betrieb einer Ökostromabwicklungsstelle gemäß Ökostromgesetz (ÖSG) und ist seither mit der Abwicklung des gesamten in Österreich geförderten Ökostroms beauftragt.
Vorstandsvorsitzender von 2007 bis 2020 war der spätere Staatssekretär und Finanzminister Magnus Brunner.
Die Förderungen der erneuerbaren Energien in Österreich wurden im Jahr 2021 mit dem Erneuerbaren-Ausbau-Gesetzespaket (EAG-Paket) weiterentwickelt. Die OeMAG bewarb sich erfolgreich um die Aufgaben der EAG-Förderabwicklungsstelle. Am 5. Mai 2022 wurde die OeMAG vom Klimaschutzministerium (BMK) als Bestbieter einer europaweiten Ausschreibung mit  dieser Aufgabe betraut.

## Rolle der OeMAG in der Energiewende
Die OeMAG bildet die Schnittstelle zwischen verschiedenen Akteuren im Energiesektor, darunter Energieerzeuger, Netzbetreiber, Stromhändler und Endverbraucher. Den rechtlichen Rahmen für die Tätigkeit der OeMAG bieten im Wesentlichen das Erneuerbaren-Ausbau-Gesetz und das Ökostromgesetz in den jeweils geltenden Fassungen, die auf diesen Gesetzen beruhenden Verordnungen, der Konzessionsbescheid des Bundesministers für Arbeit und Wirtschaft sowie der Abwicklungsvertrag über die Aufgabenwahrnehmung der EAG-Förderabwicklungsstelle.

## Aufgaben und Geschäftsfelder
Die OeMAG steht laut Eigenaussage für Unabhängigkeit, Neutralität, Datenvertraulichkeit und Serviceorientierung und ist ein wichtiger Partner für alle Akteure im österreichischen Energiesektor.
Als Ökostromabwicklungsstelle verantwortet die OeMAG die Ökostrom-Tarifförderung gemäß Ökostromgesetz und hat früher die Investitionszuschüsse für Kleinwasserkraftanlagen, mittlere Wasserkraftanlagen, Photovoltaikanlagen und Stromspeicher sowie Kraft-Wärme-Kopplungsanlagen abgewickelt.
Im Jahr 2021 hat die OeMAG eine neue Marktpreisbilanzgruppe für Ökostromanlagen mit einer Leistung bis zu 0,5 MWpeak eingerichtet. Der an diese Bilanzgruppe zum veröffentlichten Marktpreis veräußerte Ökostrom wird an der österreichischen Strombörse EXAA vermarktet.
Von Herbst 2019 bis ca. Ende 2022 war die OeMAG zugleich als Biomasse-Bilanzgruppenverantwortlicher tätig, mit der die Anschlussförderung auf Bundesländerebene für bereits bestehende Biomasseanlagen abgewickelt wurde. Der erzeugte und eingespeiste Ökostrom aus Biomasseanlagen wurde zu festgelegten Tarifen abgenommen und seitens der OeMAG als Stromhändler an der Strombörse vermarktet. Die dafür erforderliche Zulassung für den Börsenhandel erfolgte im Jahr 2019 und wurde auch für die Day-Ahead Stromvermarktung der Ende 2021 neu gegründeten Marktpreisbilanzgruppe genutzt.
Die Förderungen der erneuerbaren Energien in Österreich wurde mit dem Erneuerbaren-Ausbau-Gesetzespaket (EAG-Paket, BGBl. I Nr. 150 / 2021) auf eine neue rechtliche Grundlage gestellt. Damit soll zu den klimapolitischen Zielen des Pariser Klimaschutzabkommens 2015, den Zielen der Europäischen Kommission sowie der Republik Österreich beigetragen werden. Gefördert werden die Erzeugung von Strom aus erneuerbarer Energie sowie die Erzeugung von erneuerbarem Gas.
Als EAG-Förderabwicklungsstelle wickelt die OeMAG nun auch die Förderungen nach dem EAG ab. Das sind einerseits die einmaligen Investitionszuschüsse und andererseits die Betriebsförderungen, die als Marktprämien über einen Zeitraum von 20 Jahren laufend ausbezahlt werden.